# Clorodynerus cyrenaicus
Clorodynerus cyrenaicus är en stekelart som först beskrevs av Schulthess.  Clorodynerus cyrenaicus ingår i släktet Clorodynerus och familjen Eumenidae. Inga underarter finns listade i Catalogue of Life.